# Franquisque

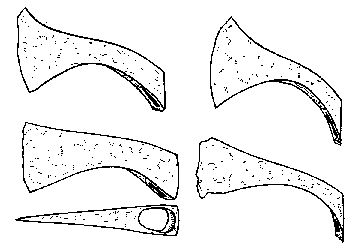
Vários tipos de franciscas.

O franquisque ou a francisca é um machado de guerra que foi utilizado durante os anos iniciais da Idade Média pelos germânicos francos.
Esta arma tornou-se característica desse povo, em especial durante os anos de 500 a 750 d.C. Apesar de ser mais habitualmente associada aos francos, por sua notória utilização durante o reino de Carlos Magno (768-814 d.C.), era também utilizada por outros povos germânicos, incluindo os anglo-saxões.
A primeira referência ao termo franquisque surge no livro "Ethymologiarum sive originum, libri XVIII", de Santo Isidoro de Sevilha (c. 560 - 636 d.C.), como o nome utilizado entre os espanhóis para se referir a estas armas, provavelmente porque eram utilizados pelos povos além dos Pirenéus.
O franquisque é caracterizado por sua cabeça característica em forma de arco, que se estende até a lâmina e termina com um ponto proeminente nos cantos superior e inferior. O formato do topo da cabeça é normalmente um "S" ou convexo e a parte inferior em formato curvo para baixo, formando um cotovelo com o cabo de madeira.
Por ser pequena e leve, era uma excelente arma de arremesso (com alcance de até 12 metros) que fragilizava as defesas inimigas.